# Patrick Labyorteaux
Patrick Labyorteaux (Los Angeles, 22 juli 1965) is een Amerikaans acteur, die vooral bekend is geworden uit de televisieserie JAG, waarin hij de rol van Lt.Cmdr Bud Roberts vertolkte, en uit Little House on the Prairie waarin hij Andy Garvey speelde.

## Filmografie en televisie
*Exclusief eenmalige gastrollen
- Mame (1974) - Peter
- Little House on the Prairie (1977-1981) - Andrew 'Andy' Garvey
- Prince of Bel Air (1986) - Justin (tv-film)
- Summer School (1987) - Kevin Winchester
- Heathers (1989) - Ram
- Ski School (1991) - Ed Young
- Ghoulies III: Ghoulies Go to College (1991) - Mookey
- 3 Ninjas (1992) - Fester
- National Lampoon's Last Resort (1994)
- Spider-Man (1995-1998) - Flash Thompson (stemrol)
- JAG - (1995-2005) - Lt. Cmdr. Bud Roberts, Jr.
- The Last Resort (1996) - Andy
- Hollywood Palms (2001) - Clark
- Redemption of the Ghost (2003) - Cameron
- Yes Man (2008) - Marv
- The Storm (2009) - Carter / Broeder
- In My Sleep (2009) - Rob
- 2012: Ice Age (2011) - Bill Hart
- Artic Armageddon (2023) - Secretary Carter

- International Standard Name Identifier: 0000 0000 4857 0679
- Library of Congress Control Number: no2004078875
- Virtual International Authority File: 26779668
- WorldCat: E39PBJkMCPJGQcxfMqD4px94bd